# بيل كامبل (سياسي أسترالي)
بيل كامبل هو سياسي أسترالي، ولد في 10 يونيو 1920، وتوفي في 9 يونيو 1996. انتخب عضو المجلس التشريعي الفيكتوري ‏.